# Pondok Kahuru
Pondok Kahuru is een bestuurslaag in het regentschap Serang van de provincie Banten, Indonesië. Pondok Kahuru telt 3602 inwoners (volkstelling 2010).